# Rocellaria dubia
Rocellaria dubia ist eine Muschelart aus der Familie der Bohrklaffmuscheln (Gastrochaenidae). Sie bohrt chemisch und mechanisch hauptsächlich in Kalkgestein oder Molluskenschalen.

## Merkmale
Das gleichklappige, nicht aufgeblähte Gehäuse erreicht eine Länge von 25 Millimetern. Es ist im Umriss länglich-eiförmig (modioliform). Die Gehäuse klaffen am Ventralrand. Es ist ungleichseitig, die Wirbel sitzen fast am Vorderende. Der sehr lange hintere Dorsalrand ist fast gerade bis schwach konvex gewölbt und geht in das gut gerundete Hinterende über. Der sehr kurze vordere Dorsalrand ist gerade und geht in das eng gerundete Vorderende schräg unterhalb der Wirbel über. Der vordere Teil des Ventralrandes ist annähernd gerade, der hintere Teil weit gerundet.
Lunula und Area sind nicht vorhanden. Das extern gelegene Ligament ist ein dunkelbraunes Band, das sich hinter den Wirbeln auf etwa der Hälfte der Länge des hinteren Dorsalrandes erstreckt. Das Schloss ist zahnlos. Der Mantel ist tief eingebuchtet, die Bucht reicht fast zum (vorne liegenden) Wirbel.
Die grauweiße, aragonitische Schale ist dünn und zerbrechlich. Sie besteht aus zwei Lagen, einer äußeren Lage mit Kreuzlamellen und einer inneren Lage Die Oberfläche ist mit ziemlich regelmäßigen randparallelen feinen Rippen und Vertiefungen versehen. Der Gehäuserand ist glatt. Das Periostracum ist hellbraun bis dunkelbraun.
Die Siphonen sind kurz und fast bis zu den Enden miteinander verwachsen. Der Eingang des Einströmsipho ist von einem Kranz von 18 Papillen umgeben, wobei kürzere mit längeren Papillen alternieren. Der Ausgang des Ausströmsiphos ist mit 24 Papillen umgeben; in der Mitte befindet sich eine ausstülpbare konusähnliche Struktur. Der fingerförmige Fuß saugt sich an die Wand des Bohrloches an und ist außerdem mit einigen Byssusfäden an der Wand befestigt.
Die Tiere legen in Hartsubstrat (organisch oder anorganisch) ein flaschenförmiges Bohrloch an, das sie zum größten Teil mit Kalk auskleiden. Lediglich ein kleinerer Bereich im hinteren Dorsalbereich (nach der Orientierung des Tieres im Bohrloch) bleibt frei von einer Kalkauskleidung. Zusätzlich wird um die Öffnung des Bohrlochs eine Art Kragen angelegt, das heißt, das Bohrloch wird durch eine kurze Röhre verlängert.

## Geographische Verbreitung, Lebensraum und Lebensweise
Das Verbreitungsgebiet der Art erstreckt sich von den Britischen Inseln bis Marokko, in das Mittelmeer und das Schwarze Meer. Sie lebt auch in den Gewässern der atlantischen Inseln St. Helena, den Kanarischen Inseln, den Kapverdischen Inseln.
Sie kommt von etwa zwei Meter bis in 180 Meter Wassertiefe vor. In der südöstlichen Adria lebt Rocellaria dubia in fünf verschiedenen Lebensräumen bzw. Faunenvergesellschaftungen:
- in Ansammlungen von Gesteinsbrocken unter Wasser im Küstenbereich (auch Betonmauern werden unter der Wasserlinie angebohrt!)
- in Vergesellschaftung mit photophilen und coralligenen Algen
- in Vergesellschaftung mit anderen Muschelarten, z. B. der Arche Noah-Muschel (Arca noae) Linnaeus, 1758, der Bärtigen Miesmuschel (Modiolus barbatus (Linnaeus, 1758)), Pseudochama gryphina (Lamarck, 1819) und der Bunten Kammmuschel (Mimachlamys varia (Linnaeus, 1758))
- in Sand gemischt mit zerbrochenen Schalen in Wiesen von Cymodocea nodosa (Ucria) Ascherson, 1869
- auf schlickigen Sand, der mit Schalenbruchstücken bedeckt ist.

Sie bohrt hier in kalkigen Hartteilen oder Gestein. In der östlichen Adria ist sie eine der häufigsten Muschelarten, mit bis zu 10 Individuen auf 10 Quadratzentimetern. Hier werden besonders die Schalen der Europäischen Auster (Ostrea edulis), der Edlen Steckmuschel (Pinna nobilis), der Rauen Venusmuschel (Venus verrucosa) und Glycymeris violascens angebohrt. Werden die Schalen bis zum Weichkörper der befallenen Exemplare durchbohrt, bilden diese von innen einen Kallus.

## Taxonomie
Das Taxon wurde 1777 von Thomas Pennant unter dem ursprünglichen Namen Mya dubia aufgestellt. Es ist quasi die Typusart der Gattung Rocellaria de Blainville, 1828, da die formale Typusart Gastrochaena modiolina Lamarck, 1818 ein jüngeres Synonym von Rocellaria dubia ist.

## Belege

### Online
- Marine Bivalve Shells of the British Isles: Rocellaria dubia (Pennant, 1777) (Website des National Museum Wales, Department of Natural Sciences, Cardiff)